# Selección de fútbol de San Vicente y las Granadinas
La selección de fútbol de San Vicente y las Granadinas es el representativo nacional de este país. Es controlada por la Federación de Fútbol de San Vicente y las Granadinas, perteneciente a la Concacaf, a la FIFA y a la CFU.

## Historia

### De 1936 a 1995
San Vicente y las Granadinas disputó en su territorio sus dos primeros partidos internacionales, ante su vecina de Barbados, el 12 y 14 de septiembre de 1936. Ambos cotejos acabaron en empate 1:1. Posteriormente, en las décadas del '60 y '70, jugó varias ediciones del Windward Islands Tournament  (Torneo de las Islas de Barlovento) donde se midió ante sus vecinas de Granada, Dominica y Santa Lucía. También participó a dos ediciones consecutivas del hoy extinto Campeonato de la CFU, en 1979 y 1981, alcanzando el 2° lugar en ambos torneos.,
En 1989 se clasificó para la fase de grupos de la I edición de la Copa del Caribe aunque no superó la primera ronda. Volvería a disputar la fase final del torneo regional de manera consecutiva en 1992 y 1993, sin mucha fortuna, al acabar respectivamente en última y penúltima posición.
A finales del año 1992, la Vincy Heat participó a sus primeras eliminatorias mundialistas con motivo de las clasificatorias a EE. UU. 1994. Superó las primeras rondas, eliminando consecutivamente a Santa Lucía (resultado global de 3:2) y Surinam (resultado global de 2:1), para avanzar a la segunda fase, en el grupo A, junto a las selecciones de México, Honduras y Costa Rica. Como era de esperarse, terminó última del grupo, con seis derrotas en igual número de encuentros. Especialmente dolorosa fue la derrota 11:0 que México le propinó en el Estadio Azteca, el 6 de diciembre de 1992, siendo la peor de su historia.

### Copa de Oro 1996
San Vicente y las Granadinas se clasificó a la III edición de la Copa de Oro de la Concacaf, al obtener brillantemente el subcampeonato en la Copa del Caribe de 1995, con números demoledores en su haber: 9 partidos jugados (incluyendo la fase preliminar) con 6 victorias y 34 goles anotados. Fue justamente en este certamen donde conoció su victoria más amplia: el 11:0 que le endosó a Montserrat a domicilio, el 7 de mayo de 1995, con seis goles del ariete Rodney Jack. Sin embargo, en la final, fue ampliamente superada por Trinidad y Tobago que se impuso 5:0.
En la Copa de Oro 1996, la Vincy Heat compartió el grupo A con México y Guatemala pero no pudo reeditar lo hecho en la Copa del Caribe, cayendo ante aztecas y chapines por 0:5 y 0:3 respectivamente, despidiéndose prematuramente de la justa continental.

### De 1996 a 2010
San Vicente y las Granadinas no volvería a tener el mismo protagonismo en las siguientes ediciones de la Copa del Caribe ya que solo se clasificó a los torneos de 1996 y 2007 (eliminación en fase de grupos en ambos casos). En este último torneo, el goleador histórico de la selección, Shandel Samuel, se distinguió al anotar un póker de goles (5) ante Santa Lucía, el 1° de octubre de 2006.
Tanto en las eliminatorias a Francia 1998 como en las clasificatorias a Corea-Japón 2002, la selección sanvicentina reeditó el mismo desempeño que en el preliminar al Mundial de EE. UU. 1994, ya que avanzó hasta la ronda semifinal en ambos casos. En las primeras, tras dejar en el camino a Puerto Rico y San Cristóbal y Nieves, estuvo encuadrada en el grupo 1 junto a México, Jamaica y Honduras, despidiéndose otra vez con seis derrotas en su haber, entre las cuales un infamante 11:3 que Honduras le endosó el 17 de noviembre de 1996 en San Pedro Sula. En las segundas, superó a Islas Vírgenes Estadounidenses, San Cristóbal y Nieves y Antigua y Barbuda para colarse en el grupo D junto a Honduras, Jamaica y El Salvador aunque nuevamente tuvo que regresar a casa con seis derrotas.
Mejoró su participación en eliminatorias en el preliminar rumbo a Alemania 2006 ya que avanzó una vez más a la tercera ronda, situándose en el grupo 3 junto con México, Trinidad y Tobago y San Cristóbal y Nieves, cosechando sus dos primeras victorias en esta instancia, al derrotar a San Cristóbal y Nieves tanto en Kingstown (1:0) como en Basseterre (0:3). Finalizó en el 3° lugar del grupo, sin opciones de llegar al hexagonal final. Sin embargo, en las clasificatorias a Sudáfrica 2010, por primera vez fue eliminada en la segunda ronda eliminatoria, a manos de Canadá, que se impuso con un resultado global de 7:1.

### A partir de 2010
Con el inicio de una derrota por 7-0 de Costa Rica Encuadrada en el grupo E de la segunda ronda de las eliminatorias a Brasil 2014, junto a sus pares de Guatemala, Belice y Granada, la Vincy Heat se ubicó en el 3° lugar, con 5 puntos fruto de 1 victoria, 2 empates.  
En la clasificación para la Copa Mundial de Fútbol de 2018 logró vencer a Guyana para clasificarse a la tercera ronda de Concacaf. Ahí, se enfrentó a la selección de Aruba en el partido de ida, ganó como local por 2-0 y, en el partido de vuelta, perdió 2-1, pero lograron avanzar a la cuarta ronda gracias al marcador global de 3-2. Se situo en el grupo C, junto a Estados Unidos, Trinidad y Tobago y Guatemala y en su primer partido, cayo por goleada de 6-1 ante Estados Unidos donde, increíblemente, San Vicente le ganaba el partido por 1-0 .Tras eso, San Vicente cayo 0-4 a domicilio contra Guatemala, luego estaría cerca de lograr un punto ante Trinidad y Tobago pero finalmente pierde 2-3 como local, y a pesar de sus esfuerzos como locales, con condición de visitante cayeron 6-0 con Trinidad y Tobago, luego volvería a caer por idéntico marcador ante los Estados Unidos de América, esta vez como locales, y para cerrar su participación logró encajarle 3 goles a la selección guatemalteca pero no sería suficiente ya que Guatemala se terminó llevando el partido 9-3.

## Últimos partidos y próximos encuentros
Actualizado al último partido jugado el 10 de junio de 2025
| Fecha      | Ciudad           | Local                | Resultado | Visitante            | Competición                     |
| ---------- | ---------------- | -------------------- | --------- | -------------------- | ------------------------------- |
| 13-10-2024 | Kingstown        | San Vicente y Grnd.  | 2:1       | El Salvador          | Liga Naciones Concacaf 24/25    |
| 14-11-2024 | San Salvador     | Montserrat           | 1:2       | San Vicente y Grnd.  | Liga Naciones Concacaf 24/25    |
| 17-11-2024 | San Salvador     | San Vicente y Grnd.  | 3:1       | Bonaire              | Liga Naciones Concacaf 24/25    |
| 06-03-2025 | Kingstown        | San Vicente y Grnd.  | 1:1       | Granada              | Partido amistoso                |
| 09-03-2025 | Arnos Vale       | San Vicente y Grnd.  | 1:1       | Granada              | Partido amistoso                |
| 21-03-2025 | Kingstown        | San Vicente y Grnd   | 1:1       | Jamaica              | Clasificación Copa Oro 2025     |
| 25-03-2025 | Kingston         | Jamaica              | 3:0       | San Vicente y Grnd   | Clasificación Copa Oro 2025     |
| 20-05-2025 | Old Road Town    | San Cristóbal y Nvs. | 1:3       | San Vicente y Grnd.  | Partido amistoso                |
| 25-05-2025 | Charlotte Parish | San Vicente y Grnd.  | 3:0       | San Cristóbal y Nvs. | Partido amistoso                |
| 29-05-2025 | Arnos Vale       | San Vicente y Grnd   | 1:1       | I. Virg. Británicas  | Partido amistoso                |
| 04-06-2025 | Kingstown        | San Vicente y Grnd   | 6:0       | Anguila              | Clasificación Copa Mundial 2026 |
| 10-06-2025 | Mayagüez         | Puerto Rico          | 2:1       | San Vicente y Grnd   | Clasificación Copa Mundial 2026 |

## Jugadores

### Última convocatoria
Lista de 23 jugadores para disputar la Copa Oro de la Concacaf 2021.
| No. | Pos. | Jugador           | Fecha de nacimiento (edad)        | Apa. | Goles | Club                    |
| --- | ---- | ----------------- | --------------------------------- | ---- | ----- | ----------------------- |
|     | POR  | Jadiel Chance     | 8 de agosto de 1999 (25 años)     | 5    | 0     | Fitz Hughes Predators   |
|     | POR  | Garwin Davis      | 7 de abril de 2004 (21 años)      | 0    | 0     | System 3                |
|     |      |                   |                                   |      |       |                         |
|     | DEF  | Tristan Marshall  | 19 de diciembre de 2003 (21 años) | 2    | 0     | Toronto Skillz          |
|     | DEF  | Ted Roberts       | 31 de octubre de 2001 (23 años)   | 2    | 0     | System 3                |
|     | DEF  | Jahvin Sutherland | 10 de noviembre de 1994 (30 años) | 23   | 3     | System 3                |
|     | DEF  | Jamal Yorke       | 9 de octubre de 1991 (33 años)    | 17   | 0     | Sion Hill               |
|     | DEF  | Kamol Bess        | 25 de agosto de 1996 (28 años)    | 10   | 0     | Bequia United           |
|     | DEF  | Nigel Charles     | 20 de marzo de 2003 (22 años)     | 2    | 0     | Camdonia Chelsea        |
|     |      |                   |                                   |      |       |                         |
|     | MED  | Nazir McBurnette  | 18 de febrero de 1993 (32 años)   | 48   | 5     | Hope International      |
|     | MED  | Kenijah Joseph    | 10 de agosto de 2000 (24 años)    | 1    | 0     | Layou                   |
|     | MED  | Diel Spring       | 26 de diciembre de 2000 (24 años) | 18   | 0     | Wisła Sandomierz        |
|     | MED  | Kyle Edwards      | 15 de enero de 1997 (28 años)     | 19   | 0     | Rio Grande Valley Toros |
|     | MED  | Gidson Francis    | 1 de abril de 1999 (26 años)      | 7    | 0     | Pastures                |
|     | MED  | Brad Richards     | 7 de noviembre de 1996 (28 años)  | 14   | 0     | Hope International      |
|     | MED  | Kurtlon Williams  | 21 de junio de 1990 (35 años)     | 5    | 0     | Fitz Hughes Predators   |
|     | MED  | Dorren Hamlet     | 16 de julio de 1989 (35 años)     | 56   | 2     | Pastures                |
|     | MED  | Oryan Velox       | 28 de octubre de 2004 (20 años)   | 2    | 0     | Layou                   |
|     |      |                   |                                   |      |       |                         |
|     | DEL  | Cornelius Stewart | 7 de octubre de 1989 (35 años)    | 55   | 18    | Maziya                  |
|     | DEL  | Marlon Simmons    | 26 de enero de 2003 (22 años)     | 0    | 0     | Bequia United           |
|     | DEL  | Trezine da Souza  | 11 de mayo de 2000 (25 años)      | 0    | 0     | Pastures                |
|     | DEL  | Terrason Joseph   | 26 de junio de 2002 (23 años)     | 1    | 0     | Jebelle FC              |

## Entrenadores
- Jochen Figge[11]

- Elliot Millington[12] (1992)

- Jorge Ramos[12] (1992)

- Lenny Taylor[13] (1995)

- Adolphus Davis[12] (1996 - 1996)

- Bertille St. Clair[12] (1996)

- Jim Conway[13] (1999 - 1999)

- Samuel Carrington[12] (2000)

- Lenny Taylor[12][13] (2000 - 2000)

- Elvis Brown (2002 - 2002)

- Roger Gurley[12] (2003 - 2003)

- Adrian Shaw[14] (2003 - 2003)

- Zoran Vraneš[14] (2004 - 2007)

- Roger Gurley (interino)[15] (2008 - 2008)

- Stewart Hall[13] (2008 - 2008)

- Kendale Mercury (interino)[16] (2009 - 2009)

- Stewart Hall (2009 - 2010)

- Colwyn Rowe[17](2011-2011)

- Cornelius Huggins[18][19](2012 - 2016)

- Keith Olivierre[19][20][21] (2016 - 2016)

- Cornelius Huggins (2016 - 2018)

- Keith Ollivierre (2018 - 2018)

- Kendale Mercury[22][23] (2018 - 2023)

- Bishon Williams[24](2023 - 2023)

- Theon Gordon (interino)[25] (2023 - 2024)

- Ezra Hendrickson[1] (2024 - Act)

## Estadísticas

### Copa Mundial de Fútbol
| Copa Mundial de Fútbol | Copa Mundial de Fútbol  | Copa Mundial de Fútbol  | Copa Mundial de Fútbol  | Copa Mundial de Fútbol  | Copa Mundial de Fútbol  | Copa Mundial de Fútbol  | Copa Mundial de Fútbol  |
| Año                    | Ronda                   | J                       | G                       | E                       | P                       | GF                      | GC                      |
| ---------------------- | ----------------------- | ----------------------- | ----------------------- | ----------------------- | ----------------------- | ----------------------- | ----------------------- |
| 1930 - 1934            | No existía la selección | No existía la selección | No existía la selección | No existía la selección | No existía la selección | No existía la selección | No existía la selección |
| 1938 - 1990            | No participó            | No participó            | No participó            | No participó            | No participó            | No participó            | No participó            |
| 1994                   | No clasificó            | No clasificó            | No clasificó            | No clasificó            | No clasificó            | No clasificó            | No clasificó            |
| 1998                   | No clasificó            | No clasificó            | No clasificó            | No clasificó            | No clasificó            | No clasificó            | No clasificó            |
| 2002                   | No clasificó            | No clasificó            | No clasificó            | No clasificó            | No clasificó            | No clasificó            | No clasificó            |
| 2006                   | No clasificó            | No clasificó            | No clasificó            | No clasificó            | No clasificó            | No clasificó            | No clasificó            |
| 2010                   | No clasificó            | No clasificó            | No clasificó            | No clasificó            | No clasificó            | No clasificó            | No clasificó            |
| 2014                   | No clasificó            | No clasificó            | No clasificó            | No clasificó            | No clasificó            | No clasificó            | No clasificó            |
| 2018                   | No clasificó            | No clasificó            | No clasificó            | No clasificó            | No clasificó            | No clasificó            | No clasificó            |
| 2022                   | No clasificó            | No clasificó            | No clasificó            | No clasificó            | No clasificó            | No clasificó            | No clasificó            |
| 2026                   | No clasificó            | No clasificó            | No clasificó            | No clasificó            | No clasificó            | No clasificó            | No clasificó            |
| 2030                   | Por disputarse          | Por disputarse          | Por disputarse          | Por disputarse          | Por disputarse          | Por disputarse          | Por disputarse          |
| 2034                   | Por disputarse          | Por disputarse          | Por disputarse          | Por disputarse          | Por disputarse          | Por disputarse          | Por disputarse          |
| Total                  | 0/23                    | -                       | -                       | -                       | -                       | -                       | -                       |

### Copa Oro de la Concacaf
| Copa Oro de la Concacaf | Copa Oro de la Concacaf | Copa Oro de la Concacaf | Copa Oro de la Concacaf | Copa Oro de la Concacaf | Copa Oro de la Concacaf | Copa Oro de la Concacaf | Copa Oro de la Concacaf |
| Año                     | Ronda                   | J                       | G                       | E                       | P                       | GF                      | GC                      |
| ----------------------- | ----------------------- | ----------------------- | ----------------------- | ----------------------- | ----------------------- | ----------------------- | ----------------------- |
| 1963 - 1991             | No participó            | No participó            | No participó            | No participó            | No participó            | No participó            | No participó            |
| 1993                    | No clasificó            | No clasificó            | No clasificó            | No clasificó            | No clasificó            | No clasificó            | No clasificó            |
| 1996                    | Fase de grupos          | 2                       | 0                       | 0                       | 2                       | 0                       | 8                       |
| 1998                    | No clasificó            | No clasificó            | No clasificó            | No clasificó            | No clasificó            | No clasificó            | No clasificó            |
| 2000                    | No clasificó            | No clasificó            | No clasificó            | No clasificó            | No clasificó            | No clasificó            | No clasificó            |
| 2002                    | No clasificó            | No clasificó            | No clasificó            | No clasificó            | No clasificó            | No clasificó            | No clasificó            |
| 2003                    | No participó            | No participó            | No participó            | No participó            | No participó            | No participó            | No participó            |
| 2005                    | No clasificó            | No clasificó            | No clasificó            | No clasificó            | No clasificó            | No clasificó            | No clasificó            |
| 2007                    | No clasificó            | No clasificó            | No clasificó            | No clasificó            | No clasificó            | No clasificó            | No clasificó            |
| 2009                    | No clasificó            | No clasificó            | No clasificó            | No clasificó            | No clasificó            | No clasificó            | No clasificó            |
| 2011                    | No clasificó            | No clasificó            | No clasificó            | No clasificó            | No clasificó            | No clasificó            | No clasificó            |
| 2013                    | No clasificó            | No clasificó            | No clasificó            | No clasificó            | No clasificó            | No clasificó            | No clasificó            |
| 2015                    | No clasificó            | No clasificó            | No clasificó            | No clasificó            | No clasificó            | No clasificó            | No clasificó            |
| 2017                    | No clasificó            | No clasificó            | No clasificó            | No clasificó            | No clasificó            | No clasificó            | No clasificó            |
| 2019                    | No clasificó            | No clasificó            | No clasificó            | No clasificó            | No clasificó            | No clasificó            | No clasificó            |
| 2021                    | No clasificó            | No clasificó            | No clasificó            | No clasificó            | No clasificó            | No clasificó            | No clasificó            |
| 2023                    | No clasificó            | No clasificó            | No clasificó            | No clasificó            | No clasificó            | No clasificó            | No clasificó            |
| 2025                    | No clasificó            | No clasificó            | No clasificó            | No clasificó            | No clasificó            | No clasificó            | No clasificó            |
| Total                   | 1/27                    | 2                       | 0                       | 0                       | 2                       | 0                       | 8                       |

### Liga de Naciones de la Concacaf
| Liga de Naciones de la Concacaf | Liga de Naciones de la Concacaf | Liga de Naciones de la Concacaf | Liga de Naciones de la Concacaf | Liga de Naciones de la Concacaf | Liga de Naciones de la Concacaf | Liga de Naciones de la Concacaf | Liga de Naciones de la Concacaf | Liga de Naciones de la Concacaf | Liga de Naciones de la Concacaf |
| Año                             | L                               | G                               | Ronda                           | J                               | G                               | E                               | P                               | GF                              | GC                              |
| ------------------------------- | ------------------------------- | ------------------------------- | ------------------------------- | ------------------------------- | ------------------------------- | ------------------------------- | ------------------------------- | ------------------------------- | ------------------------------- |
| 2019-20                         | B                               | D                               | Segundo lugar                   | 6                               | 3                               | 2                               | 1                               | 6                               | 4                               |
| 2022-23                         | B                               | C                               | Cuarto lugar                    | 6                               | 0                               | 2                               | 4                               | 5                               | 14                              |
| 2023-24                         | B                               | C                               | Segundo lugar                   | 6                               | 3                               | 0                               | 3                               | 13                              | 14                              |
| 2024-25                         | B                               | A                               | Segundo lugar                   | 6                               | 4                               | 1                               | 1                               | 12                              | 7                               |
| Total                           | Total                           | Total                           | 4/4                             | 24                              | 10                              | 5                               | 9                               | 36                              | 39                              |

## Torneos regionales de la CFU

### Copa de Naciones de la CFU
| Copa de Naciones de la CFU | Copa de Naciones de la CFU | Copa de Naciones de la CFU | Copa de Naciones de la CFU | Copa de Naciones de la CFU | Copa de Naciones de la CFU | Copa de Naciones de la CFU | Copa de Naciones de la CFU |
| Año                        | Ronda                      | J                          | G                          | E                          | P                          | GF                         | GC                         |
| -------------------------- | -------------------------- | -------------------------- | -------------------------- | -------------------------- | -------------------------- | -------------------------- | -------------------------- |
| 1978                       | No participó               | No participó               | No participó               | No participó               | No participó               | No participó               | No participó               |
| 1979                       | Subcampeón                 | 3                          | 2                          | 0                          | 1                          | 6                          | 5                          |
| 1981                       | Subcampeón                 | 3                          | 2                          | 0                          | 1                          | 5                          | 3                          |
| 1983                       | No clasificó               | No clasificó               | No clasificó               | No clasificó               | No clasificó               | No clasificó               | No clasificó               |
| 1985                       | No clasificó               | No clasificó               | No clasificó               | No clasificó               | No clasificó               | No clasificó               | No clasificó               |
| 1988                       | No participó               | No participó               | No participó               | No participó               | No participó               | No participó               | No participó               |
| Total                      | 2/6                        | 6                          | 4                          | 0                          | 2                          | 11                         | 8                          |

### Copa del Caribe
| Copa del Caribe | Copa del Caribe | Copa del Caribe | Copa del Caribe | Copa del Caribe | Copa del Caribe | Copa del Caribe | Copa del Caribe |
| Año             | Ronda           | J               | G               | E               | P               | GF              | GC              |
| --------------- | --------------- | --------------- | --------------- | --------------- | --------------- | --------------- | --------------- |
| 1989            | Fase de grupos  | 2               | 0               | 1               | 1               | 1               | 3               |
| 1990            | Fase de grupos  | 2               | 0               | 0               | 2               | 2               | 5               |
| 1991            | No participó    | No participó    | No participó    | No participó    | No participó    | No participó    | No participó    |
| 1992            | Fase de grupos  | 3               | 0               | 0               | 3               | 1               | 4               |
| 1993            | Fase de grupos  | 3               | 0               | 0               | 3               | 4               | 10              |
| 1994            | No clasificó    | No clasificó    | No clasificó    | No clasificó    | No clasificó    | No clasificó    | No clasificó    |
| 1995            | Subcampeón      | 5               | 3               | 1               | 1               | 13              | 11              |
| 1996            | Fase de grupos  | 3               | 0               | 1               | 2               | 2               | 7               |
| 1997            | No clasificó    | No clasificó    | No clasificó    | No clasificó    | No clasificó    | No clasificó    | No clasificó    |
| 1998            | No clasificó    | No clasificó    | No clasificó    | No clasificó    | No clasificó    | No clasificó    | No clasificó    |
| 1999            | No clasificó    | No clasificó    | No clasificó    | No clasificó    | No clasificó    | No clasificó    | No clasificó    |
| 2001            | No clasificó    | No clasificó    | No clasificó    | No clasificó    | No clasificó    | No clasificó    | No clasificó    |
| 2005            | No clasificó    | No clasificó    | No clasificó    | No clasificó    | No clasificó    | No clasificó    | No clasificó    |
| 2007            | Fase de grupos  | 3               | 1               | 0               | 2               | 2               | 4               |
| 2008            | No clasificó    | No clasificó    | No clasificó    | No clasificó    | No clasificó    | No clasificó    | No clasificó    |
| 2010            | No clasificó    | No clasificó    | No clasificó    | No clasificó    | No clasificó    | No clasificó    | No clasificó    |
| 2012            | No clasificó    | No clasificó    | No clasificó    | No clasificó    | No clasificó    | No clasificó    | No clasificó    |
| 2014            | No clasificó    | No clasificó    | No clasificó    | No clasificó    | No clasificó    | No clasificó    | No clasificó    |
| 2016            | No clasificó    | No clasificó    | No clasificó    | No clasificó    | No clasificó    | No clasificó    | No clasificó    |
| Total           | 7/19            | 21              | 4               | 3               | 14              | 25              | 44              |